# Potamocypoda
Potamocypoda is een geslacht van kreeftachtigen uit de klasse van de Malacostraca (hogere kreeftachtigen).

## Soorten
- Potamocypoda parapugil Tai & Manning, 1984
- Potamocypoda pugil Tweedie, 1938